# マルヤマシュウカイドウ
マルヤマシュウカイドウは日本に自生するシュウカイドウ科の植物のひとつ。茎が立ち、桃色の花をつける。

## 特徴
マルヤマシュウカイドウ Begonia lacinata Roxb. var. formosana Hayata は、みずみずしい柔らかい多年生草本である。
根茎は横に這い、所々から茎を立てる。茎はたいてい斜めに立って高さ30-40cmになり、節ごとに葉を互生する。葉には長さ10cmほどの葉柄がある。葉は長さ10-15cm、幅7-12cm、おおよそは左右不対称な歪んだハート形をしている。葉の縁には粗く大きい鋸歯があり、その縁はさらに細かい鋸歯がある（重鋸歯）。
花は傘状花序に少数をつけ、雄花と雌花をつける。雄花はピンク色で四弁、大きい花弁は長さ2cmくらい。果実の翼は幅20mmに達する。

## 生育環境
森林内の岩の上に生える。特に渓流沿いによく見られ、同属のコウトウシュウカイドウも似たようなところに見られる。

## 分布
日本では石垣島と西表島だけで知られる。国外では台湾に産する。基本変種はヒマラヤに分布する。

## 分類
この類ではシュウカイドウが本土でよく見られるが、外来種であり、日本に自生するものは本種と上記のコウトウシュウカイドウの二種のみである。両者はよく似ているが、コウトウシュウカイドウは茎が立ち上がらず、白い花をつけることから区別できる。またマルヤマシュウカイドウの方が本体も花も一回り大きい。

## 保護の様子
コウトウシュウカイドウと共に環境省のレッドデータブックに取り上げられており、この種は準絶滅危惧種に指定されている。しかし沖縄県のそれではコウトウの方だけが取り上げられ、本種はあがっていない。国内の分布域はさほど変わらないものの本種の方がはるかに個体数が多いとの判断であろう。